# Šalvěj červenokořenná

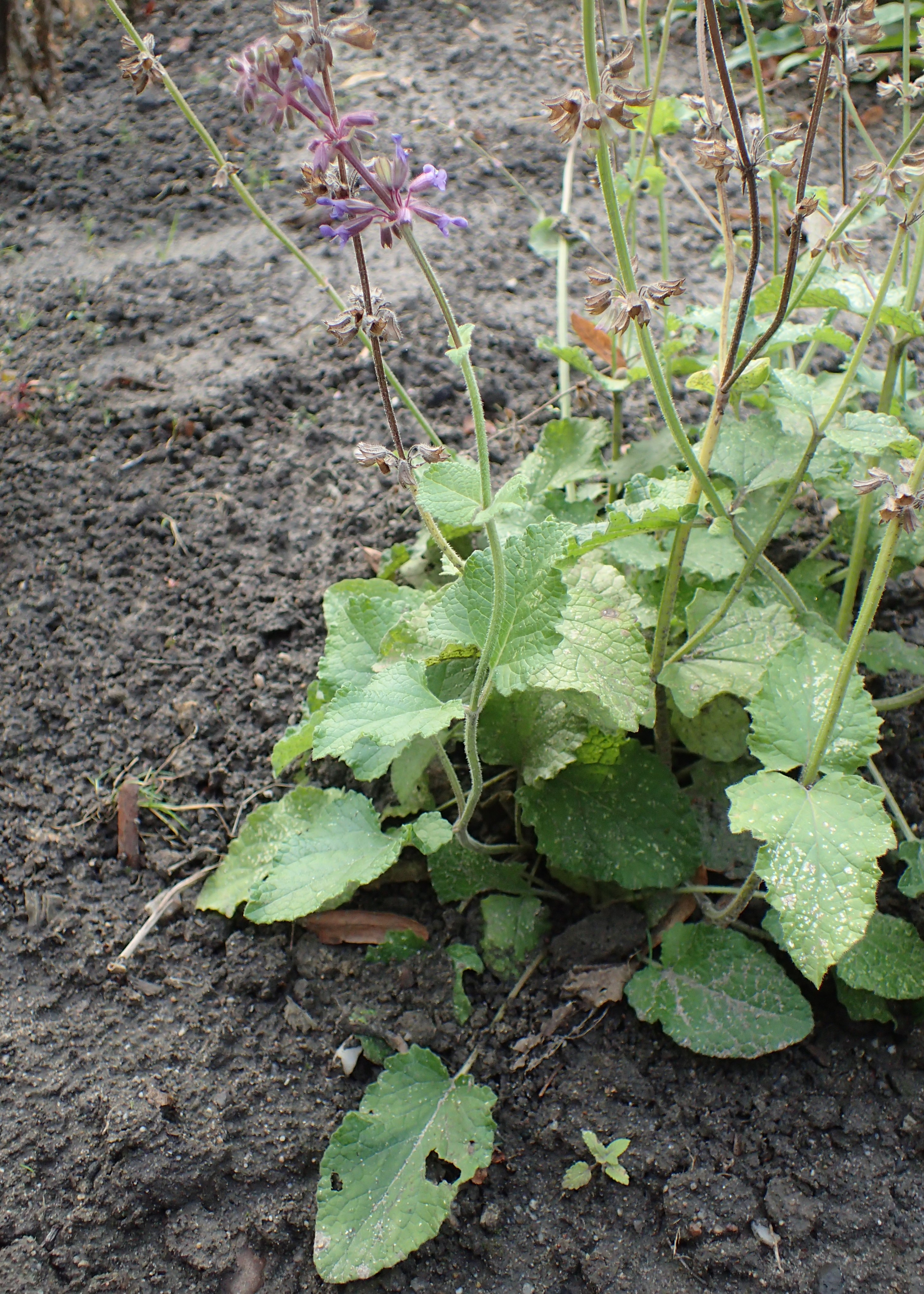
Mladá rostlina

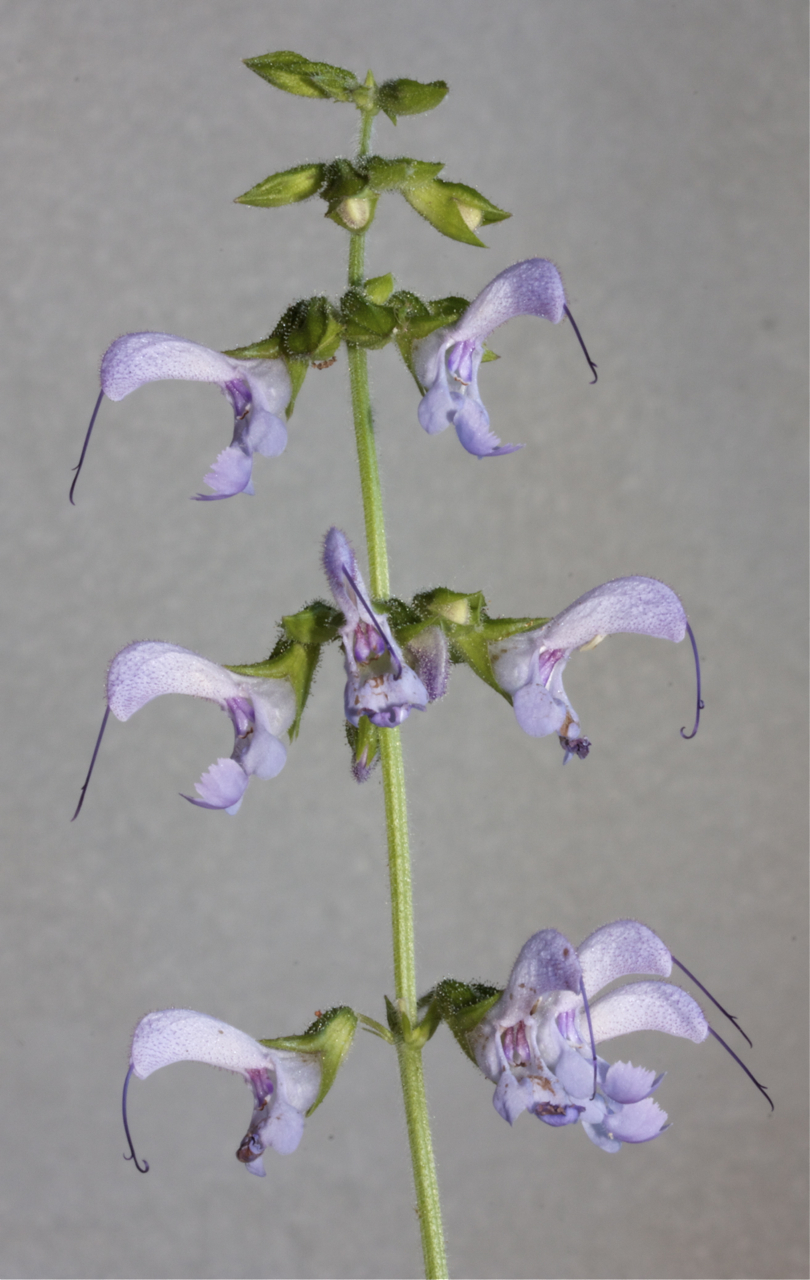
Část květenství

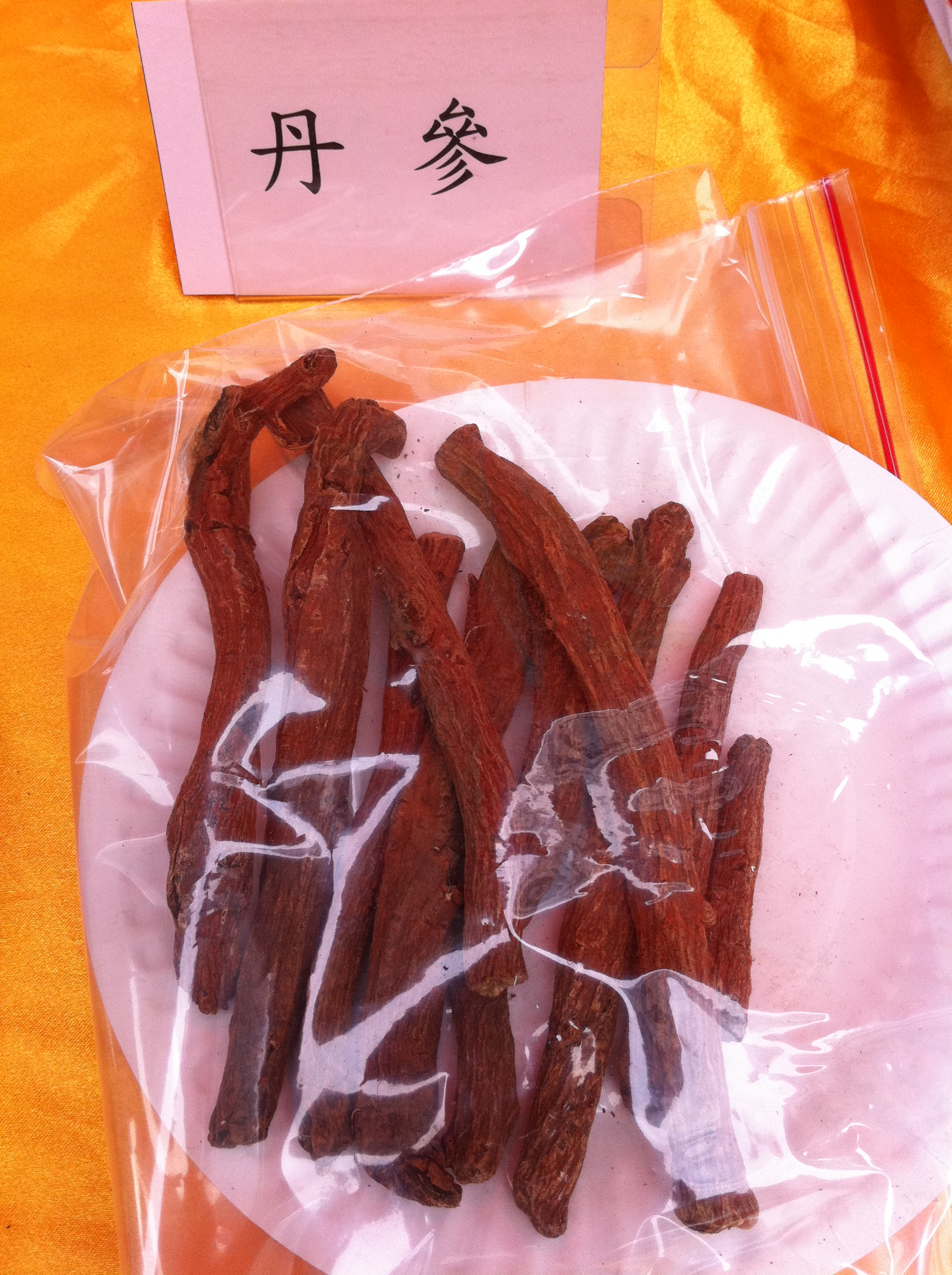
Léčivé kořeny

Šalvěj červenokořenná (Salvia miltiorrhiza) je vytrvalá, aromatická rostlina vysoká 30 až 60 cm, která pochází z východní Asie. Hustě chlupatá bylina je pěstována pro svůj větvený dužnatý kořen používaný v tradiční čínské medicíně. Při kvetení vystavuje pyskaté, purpurově modré, narůžovělé nebo vzácně i bílé květy rostoucí v přeslenech na rozvětvených lodyhách. Druhové jméno „červenokořenná“ je odvozeno od cihlově červené barvy kořene, jenž má výjimečné léčivé účinky. V Číně je rostlina známa pod jménem Dan Shen a je zařazena v oficiálním lékopisu.

## Rozšíření
Rostlina je původním druhem v Číně, v mírném klimatickém pásu, kde roste hlavně v provinciích An-chuej, Če-ťiang, Che-pej, Che-nan, Chu-pej, Chu-nan, Šan-si, Šan-tung, Šen-si a Ťiang-su. Současně s tímto tradičním výskytem je dlouhodobě známa i ve Vietnamu. Pro léčivé účinky byly šalvěj červenokořenná rozšířena i do Japonska, Koreje a Mongolska.

## Ekologie
Roste nejlépe na travnatých, vlhkých stanovištích s hlubokou a výživnou půdou, která je dostatečně propustná a průběžně vlhká. Nejčastěji se proto vyskytuje na slunečných březích potoků a řek, stejně jako po okrajích vlhkých lesů a na jejich mýtinách. Pro svůj požadavek na co největší sluneční svit není vhodná do zastíněných míst. Snese krátkodobě pokles teploty pod -10 °C. Kvete od června do září.

## Popis
Vytrvalá bylina vyrůstající ze ztloustlého, dužnatého, rozvětveného, šarlatově zbarveného kořene. Má rozvětvenou lodyhu s průměrnou výškou od 30 po 60 cm, výjimečně za květu i 80 cm. Lodyha je pokrytá jemnými chlupy i hustě na ni ústícími lepivými žlázkami. Ve spodní části je porostlá několika křižmostojnými, na vrcholu nazpět ohnutými řapíkatými listy dlouhými 1,5 až 8 cm a širokými 1 až 4 cm. Tyto listy mohou být jednoduché či lichozpeřené se třemi až pěti kopinatými lístky na krátkých řapíčcích a jsou také chlupaté a lepkavé. Ve vyšší části lodyhy vyrůstají v přeslenech drobné kopinaté listeny, zřetelně se odlišující od listů.
Květy velké až 2,5 cm jsou souměrné, oboupohlavné, protandrické, dvoupyské, purpurově modré, levandulové či narůžovělé a mají krátké stopky. Vyrůstají na lodyze uspořádané do šesti či vícekvětých lichopřeslenů a společně skládající klasnaté květenství. Kalich je zvonkovitý, purpurový, asi 1 cm velký a po odkvětu rozšířený, horní pysk je celistvý, třízubý a velký 0,5 × 1 cm, spodní pysk je dvouzubý a stejně velký. Koruna je zbarvená fialovomodře až bíle, její trubka dlouhá do 2,5 cm je chlupatá, horní pysk má 1,5 cm srpkovitý lalok, spodní pysk je třílaločný a kratší. Tyčinky s krátkými nitkami jsou dvě, stejně jako nepatrné patyčinky umístěné vzadu v korunní trubce, niťovitá čnělka nese bliznu rozštěpenou vedví. Semeník srostlý ze dvou plodolistů je svrchní. Květy jsou opylovány hmyzem, převážně včelami, slétajícím se pro nektar. Proti samoopylení jsou květy chráněné protandrií, pyl uzrává dříve než vajíčka. Plody jsou eliptické, hnědě zbarvené tvrdky rozpadající se na čtyři plůdky, což jsou semena, velká asi 3,2 × 1,5 mm.
Pro léčebné účely se po staletí využívá v tradiční čínské medicíně kořenů rostliny, jež jsou součásti mnoha bylinných směsí. Kořen je hrubý, větvený, dužnatý, cihlově červeny a sklízí se třetím rokem na podzim, po omytí se suší na slunci.

## Léčivé účinky
Farmakologické studie ukázaly, že kořen šalvěje červenokořenné inhibuje agregaci krevních destiček, snižuje krevní tlak, působí proti horečce a zánětům a má protinádorový, antioxidační, antimikrobiální a hepatoprotektivní účinek. Zlepšuje také periferní krevní oběh, rozšiřuje cévy a působí na srdeční sval podobně jako digoxin, významný je i účinek na nervový systém. Proto se těchto kořenů v Číně, Japonsku i Koreji tradičně a s úspěchem používá k léčbě kardiovaskulárních onemocnění, jako jsou angina pectoris, infarkt myokardu, hypertenze či cévní mozková příhoda.